# Ricardo Fontes Mendes
Ricardo Fontes Mendes (Salvador, 29 de março de 1968)  é um jornalista investigativo, fotógrafo, músico e escritor; primeiro editor-chefe negro na história do jornal A Tarde, o mais antigo diário ainda em circulação na Bahia. Duas vezes vencedor do Prêmio Tim Lopes de Jornalismo Investigativo, foi também repórter do Jornal Nacional, da Rede Globo, e da Folha de S.Paulo. É consultor internacional do Programa Para Fortalecimento da Mídia em Moçambique, implementado pela ONG norte-americana IREX, financiado pelo Governo dos Estados Unidos da América, através da sua Agência para o Desenvolvimento Internacional. 

## Biografia
Formou-se em jornalismo pela Pontifícia Universidade Católica de Campinas/SP (Puc Campinas), onde participou do movimento estudantil, e fez mestrado em Ciências Sociais na Universidade Federal de São Carlos/SP (UFSCar), com pesquisas financiadas pelo Conselho Nacional de Desenvolvimento Científico e Tecnológico (CNPq) e pela Fundação de Amparo à Pesquisa do Estado de São Paulo (FAPESP).
Na década de 1980, criou em Campinas/SP o primeiro selo editorial brasileiro a lançar livros digitais no Brasil, o Booket. Filho de Eduardo Francisco Mendes, engenheiro da Força Aérea Brasileira, e de Marlene Fontes Mendes, viveu a infância e adolescência no Vale do Paraíba, em São José dos Campos (SP), no Centro Técnico Aeroespacial (CTA). 
Iniciou sua carreira no jornalismo aos 18 anos, trabalhando nas cidades paulistas de Campinas, Ribeirão Preto, São Carlos, Araraquara, São Paulo, Rio Claro. Trabalhou em jornais como Diário do Povo, Correio Popular, Gazeta Guaçuanana, Folha de S. Paulo e na Editora Abril. Foi repórter do Jornal Nacional e editor-chefe do Núcleo de Rede da TV Bahia, chefiando os repórteres e a produção nacional de jornalismo naquele Estado. Também foi repórter de rádio e produtor e repórter no grupo EPTV de afiliadas da Rede Globo em São Paulo e Minas Gerais, além de colaborador do Museu da Imagem e do Som de Campinas/SP.
Produziu, junto com os jornalistas Suzana Varjão e Rosana Zucolo, o caderno Nos jardins da infâmia (publicado pelo jornal A Tarde), que foi premiado em 2002 na 1ª edição do Concurso Tim Lopes Tim Lopes de Jornalismo Investigativo (categoria Jornal) e é Jornalista Amigo da Criança pela ANDI. Em 2006, recebeu novamente o mesmo prêmio com a série de reportagens O Silêncio contra os inocentes. Desenvolveu trabalhos com o apoio do UNICEF, da Organização Internacional do Trabalho, World Childhood Foundation, tendo recebido prêmios importantes.
Foi cofundador da Agência Baiana de Notícias, da Faculdade Social da Bahia, e membro do Conselho de Administração da instituição. Colaborou na implantação dos cursos de comunicação da Unijorge (Centro Universitário Jorge Amado) e do Centro Universitário da Bahia (FIB). Professor de cursos de graduação e de pós-graduação no Brasil, contribuiu para a formação de centenas de jornalistas profissionais. 
No final da década de 90, Ricardo criou uma empresa de consultoria, dando suporte à transição das mídias tradicionais para a chamada convergência e integração de redações, desenvolvendo modelos de negócios impulsionado pelas novas tecnologias, com foco em gerenciamento de projetos e em novos mercados e produtos, como a revista semanal Muito e o jornal popular MASSA!, este último concebido junto com o jornalista Paulo Oliveira. 
O jornalista é autor de obras acadêmicas e literárias, entre elas A Profissionalização do Jornalismo no Brasil e A morte de Zuleica Martan (Prêmio de Literatura Ignácio de Loyola Brandão), O Território Livre de Duquesa, Salvator Mundi e Mangue.